# Abdel Vares Sharraf
Abdel Vares Sharraf (in arabo عبدالوارث شرف‎?; Il Cairo, 1934) è un ex ginnasta egiziano.
Ha partecipato ai Giochi di Roma 1960, sotto le insegne della RAU, gareggiando sia nelle competizioni individuali che in quelle a squadre.
Maggiori soddisfazioni ai Giochi del Mediterraneo, dove, gareggiando invece sotto le insegne dell'Egitto, è salito più volte sul podio, nel periodo 1955-1963.